# Carlo Ancelotti
Carlo Ancelotti (ur. 10 czerwca 1959 w Reggiolo) – włoski piłkarz i trener. Od 26 maja 2025 jest selekcjonerem reprezentacji Brazylii.

## Kariera piłkarska

### Początki
Karierę piłkarską zaczynał jako zawodnik Parmy, z którą w 1979 r. awansował do Serie B. W decydującym o awansie meczu strzelił dwa gole. Jego dobra postawa została zauważona we Włoszech, dzięki czemu młody pomocnik przeniósł się do Romy. Z Romą zdobył swój pierwszy tytuł mistrzowski, a dla klubu był to pierwszy tytuł od ponad 40 lat. Tam ujawniły się jego zdolności przywódcze i w 1985 r. został wybrany na kapitana klubu ze stolicy. W czasie swojej ośmioletniej kariery w Rzymie zdobył z tym klubem także cztery Puchary Włoch w piłce nożnej.

### AC Milan
Następnym klubem w jego karierze był Milan. Okres jego pobytu w tej drużynie zbiegł się z najbardziej złotym okresem na San Siro – z erą Gullita, Van Bastena i Rijkaarda, kiedy to Milan wywalczył dwa trofea Pucharu Europy Mistrzów Krajowych i dwa krajowe tytuły mistrzowskie.
Ancelotti brał udział w obu finałach Pucharu Europy Mistrzów Krajowych: w 1989 i 1990, w 1989 r. zdobył bramkę przeciwko Realowi Madryt. Grał w reprezentacji, która była gospodarzem mistrzostw świata w 1990 r. i w sumie zagrał w 26 meczach dla Włochów.

## Kariera trenerska

### Reggiana
Carlo Ancelotti rozpoczął karierę trenerską w Reggianie, klubie położonym w pobliżu swojego miejsca urodzenia w północnych Włoszech. Wywalczył z nim już w pierwszym sezonie pracy awans do Serie A, co pomogło mu w szybkim rozwoju jego kariery i podjęciu pracy w Parmie – pierwszym klubie Ancelottiego jako piłkarza.

### Parma
W swoim pierwszym sezonie jako trener na Stadio Ennio Tardini (1996/97), Ancelotti sprzedał do Chelsea Gianfranco Zolę, gdyż preferował grę innych napastników: Enrico Chiesa i Hernánem Crespo. Zola przeniósł się do Chelsea, gdzie odniósł wiele sukcesów. W sezonie 1996/97 Parma cieszyła się z ich najlepszego w historii wyniku w lidze – 2. miejsca, dwa punkty za mistrzem Juventusem Turyn. W następnym sezonie zakończyła jednak rozgrywki dopiero na szóstym miejscu i Ancelotti został zwolniony.

### Juventus
Ancelotti został jednak zauważony przez Juventus, który potrzebował nowego trenera za sterem włoskiej drużyny, po odejściu Marcello Lippiego do Interu w lecie 1999 r. Juventus zajął w sezonie 1998/99 dopiero szóstą lokatę, mimo że bronił tego trofeum. Lippi odszedł przed końcem sezonu, w lutym 1999 r. i Ancelotti znalazł pracę wcześniej niż planowano, przejął również Ligę Mistrzów, którą ostatecznie zakończył z zespołem na etapie półfinału, wyeliminowany przez Manchester United.
Początkowo powołanie byłego gracza Milanu i Romy nie było popularne wśród części tifosi Juve i kibice byli przeciwni Ancelottiemu. Swoją pracę z Juventusem Carlo zaczął od czyszczenia składu. Ofiarą jego polityki był m.in. Didier Deschamps, który przeszedł do Chelsea na jeden sezon. Ancelotti oprócz pozbywania się graczy dodał nowe twarze, takie jak Gianluca Zambrotta i Edwin van der Sar.
Z Zinedinem Zidanem, Filippo Inzaghim oraz Alessandro Del Piero dostarczył nową jakość, Juventus pod wodzą Ancelottiego poprawił się w wystarczającym stopniu, by kolejny sezon skończyć na drugim miejscu (tracąc tylko punkt do lidera Lazio), aczkolwiek nie zdobył żadnego trofeum. W połowie sezonu 2000/2001, kiedy tytuł był jeszcze możliwy do zgarnięcia, zostało publicznie ogłoszone, że Lippi powróci na stanowisko trenera.

### AC Milan
Na początku następnego sezonu Ancelotti był o krok od powrotu do Parmy, jednak Milan przedstawił mu ofertę kontraktu, którą postanowił przyjąć. Został trenerem Milanu 6 listopada 2001. W pierwszym pełnym sezonie pracy w Mediolanie w 2003 r. zdobył z Milanem puchar Włoch oraz wygrał Ligę Mistrzów pokonując po rzutach karnych Juventus. Tym samym Carlo zemścił się na klubie, który bezpardonowo się go pozbył. Andrij Szewczenko strzelił decydującego karnego, a tym samym sprawił, że Ancelotti został jednym z sześciu ludzi, którzy Puchar Europy wznieśli zarówno jako gracze i trenerzy.
Milan w Serie A pod jego wodzą notował stały postęp, w pierwszym sezonie zajął 4. miejsce, w następnym sezonie, w którym Ancelotti prowadził Milan od początku, zajął 3. miejsce, aż do Scudetto, które wzniósł w sezonie 2003/04, uzyskując nad drugą Romą przewagę aż 11 punktów.
To był jedyny tytuł mistrza Włoch Ancelottiego zdobyty we Włoszech. Milan zajął 2. miejsce w sezonie 2004/05, w którym nie przyznano mistrzostwa przez głośną wówczas aferę „Calciopoli” w której to Milan uczestniczył. Skutkiem tego było odjęcie ośmiu punktów na sezon 2006/07, w którym zajęli czwarte miejsce. To był sezon, w którym Milan drugi raz wygrał Ligę Mistrzów pod wodzą Ancelottiego.
Wszyscy we Włoszech wciąż zadają sobie pytanie, dlaczego nie wygrał drugi raz Ligi Mistrzów już w Stambule w 2005 r., kiedy jego drużyna do przerwy prowadziła 3:0, natomiast zremisowała mecz 3:3, by przegrać w karnych, w których Szewczenko nie strzelił swojej finałowej jedenastki. Znowu jednak Ancelotti śmiał się jako ostatni, gdy po kolejnych dwóch sezonach oczekiwania kapitan (i kolega z boiska) Paolo Maldini podniósł trofeum w Atenach po zwycięstwie 2:1 nad Liverpoolem.
W sumie w Milanie zdobył jeden tytuł mistrza Włoch, dwa razy zdobył Ligę Mistrzów, dwa razy Superpuchar UEFA, raz Puchar Włoch, Superpuchar Włoch i raz wygrał klubowe Mistrzostwa Świata.
W sezonie 2007/08 Milan zajął w lidze piąte miejsce i znalazł się jedyny raz poza Ligą Mistrzów w czasie pracy Ancelottiego w tym klubie.
Ancelotti jest twórcą ustawienia 4-1-2-1-2 (czterech obrońców, jeden defensywny pomocnik, dwóch pomocników, dwóch napastników, za nimi jeden bardzo ofensywnie usposobiony gracz). Taktyka była oparta na aktywnych bocznych obrońcach. Takie ustawienie sprawiało, że w ataku na bramkę mogło uczestniczyć nawet siedmiu piłkarzy. Po raz pierwszy zastosował je w Milanie.
31 maja 2009, po ostatnim meczu rozgrywek z Fiorentiną ogłoszono, że Carlo Ancelotti kończy pracę z Milanem i przechodzi do Chelsea.

### Chelsea FC
49-latek przeniósł się do Londynu latem 2009 r. po ośmiu sezonach spędzonych w Mediolanie, gdzie jego największymi sukcesami były dwa zwycięstwa Ligi Mistrzów i jedno Serie A. W sezonie 2009/10 zdobył z Chelsea puchar i mistrzostwo Anglii. Jego drużyna strzeliła w lidze 103 gole, czym ustanowiła rekord pod względem liczby strzelonych bramek w jednym sezonie. W następnym sezonie Chelsea nie obroniła krajowego trofeum, a w lidze zajęła 3. miejsce. Ancelottiemu nie wiodło się z Chelsea w Lidze Mistrzów, w pierwszym sezonie odpadł w 1/8 po porażce z Interem, natomiast rok później wyeliminował go w ćwierćfinale Manchester United. 22 maja 2011 po porażce z Evertonem (0:1) został zwolniony z funkcji trenera Chelsea FC.

### Paris Saint Germain
30 grudnia 2011 został trenerem Paris Saint Germain. Przejął drużynę, gdy była na pierwszym miejscu w tabeli z przewagą 3 punktów nad Montpellier. Mimo to nie udało mu się zdobyć mistrzostwa Francji i zakończył sezon na drugim miejscu ze stratą trzech punktów do Montpellier. W następnym sezonie zwyciężył w lidze z ekipą PSG. Jako drugi trener (po José Mourinho) doprowadził do ćwierćfinału Ligi Mistrzów cztery różne kluby.

### Real Madryt
25 czerwca 2013 podpisał trzyletni kontrakt z Realem Madryt, z którym 16 kwietnia 2014 pokonał w finale Pucharu Hiszpanii FC Barcelonę 2:1. 29 kwietnia 2014 „Królewscy” pod wodzą Ancelottiego przypieczętowali awans do finału Ligi Mistrzów, pokonując na wyjeździe Bayern Monachium 0:4 (w pierwszym meczu, który odbył się 23 kwietnia 2014 w Madrycie, Real wygrał 1:0). Mecz finałowy odbył się 24 maja w Lizbonie, gdzie Real Madryt pokonał 4:1 (po dogrywce) inny madrycki zespół – Atlético. Tym samym Ancelotti powtórzył sukces Boba Paisleya wygrywając po raz trzeci LM jako trener (wcześniej dwukrotnie z A.C. Milan w latach 2003 i 2007). Stał się też piątym trenerem, który wygrał ją z dwoma różnymi klubami.
12 sierpnia 2014 Real wygrał Superpuchar Europy, pokonując w Cardiff Sevillę 2:0 (strzelcem obu bramek był Portugalczyk Cristiano Ronaldo). 19 sierpnia, w ramach pierwszego meczu o Superpuchar Hiszpanii, Real podejmował na Santiago Bernabéu Atlético Madryt. Spotkanie zakończyło się remisem 1:1. W rewanżu rozegranym 22 sierpnia na Vicente Calderón, Real przegrał 0:1. W grudniu 2014 r. wygrał Klubowe Mistrzostwa Świata w Maroku, kończąc rok z czterema trofeami. 25 maja 2015 został zwolniony z funkcji trenera Realu Madryt.

### Bayern Monachium
20 grudnia 2015 podpisał trzyletni kontrakt z Bayernem Monachium, który zaczął obowiązywać od 1 lipca 2016. Zastąpił na tym stanowisku Pepa Guardiolę, który nie zdecydował się na przedłużenie kontraktu z mistrzem Niemiec. 28 września 2017 został zwolniony z funkcji trenera Bayernu Monachium.

### Napoli
23 maja 2018 został ogłoszony nowym szkoleniowcem SSC Napoli, tym samym wracając do Serie A po 9-letniej przerwie. Z drużyną zajął 2. miejsce w lidze. W sezonie 2019/2020 zespół zanotował spadek formy, notując 21 punktów w 15 meczach w lidze. Napoli awansowało do 1/8 finału Ligi Mistrzów po wygranym 4:0 meczu z KRC Genk. Tego samego dnia Ancelotti został zwolniony z klubu.

### Everton FC
21 grudnia 2019 podpisał 4,5-letni kontrakt z Evertonem, zastępując tymczasowego trenera Duncana Fergusona. 1 czerwca 2021 zrezygnował ze stanowiska, przechodząc do Realu Madryt.

### Powrót do Realu Madryt
1 czerwca 2021 powrócił na stanowisko szkoleniowca „Królewskich”.
W pierwszym po powrocie sezonie 2021/22 zwyciężył z Realem w rozgrywkach Primera División, pokonując o 13 punktów drugą FC Barcelonę. Sezon ostatecznie zakończył z trzema trofeami, wygrywając także w rozgrywkach Ligi Mistrzów (pokonując w finale wynikiem 1:0 Liverpool) oraz Superpucharu Hiszpanii (pokonując w finale Athletic Bilbao 2:0).
W sezonie 2022/23 Real Madryt pod wodzą Carlo Ancelottiego zdobył Puchar Króla. W finale tych rozgrywek wygrał 2:1 z CA Osasuna. W Lidze Mistrzów odpadł w 1/2 finału, przegrywając 1:5 w dwumeczu z Manchesterem City, natomiast w La Lidze zakończył rozgrywki na drugiej pozycji za FC Barceloną.
W sezonie 2023/24 „Los Blancos" zdobyli Ligę Mistrzów, pokonując w finale Borussię Dortmund 2:0 po bramkach Daniego Carvajala oraz Viníciusa Júniora. Oprócz tego, zwyciężyli również w La Lidze oraz Superpucharze Hiszpanii. W Pucharze Króla odpadli w 1/8 finału, przegrywając z Atlético Madryt 2:4 po dogrywce.
Sezon 2024/25 Real Madryt rozpoczął od zwycięstwa w Superpucharze Europy, pokonując 2:0 Atalantę. „Królewscy" jednak nie zdołali obronić tytułów z zeszłego sezonu: w Lidze Mistrzów odpadli w 1/4 finału po porażce 1:5 w dwumeczu z Arsenalem, natomiast w Primera División przegrali o 4 punkty z FC Barceloną. W Superpucharze Hiszpanii Real przegrał w finale 2:5 z FC Barceloną, a w finale Pucharu Króla uległ „Dumie Katalonii” 2:3 po dogrywce. 
Po sezonie 2024/25 Carlo Ancelotti odszedł z funkcji trenera Realu Madryt.

### Brazylia
12 maja 2025 został ogłoszony nowym selekcjonerem reprezentacji Brazylii. Funkcję tę objął 26 maja 2025. W swoim debiucie w roli selekcjonera bezbramkowo zremisował w meczu eliminacji do Mistrzostw Świata 2026 z Ekwadorem.

## Statystyki kariery

### Trener
Aktualne na 1 czerwca 2024.
| Zespół              | Od               | Do               | Statystyka | Statystyka | Statystyka | Statystyka | Statystyka |
| Zespół              | Od               | Do               | M          | W          | R          | P          | % W        |
| ------------------- | ---------------- | ---------------- | ---------- | ---------- | ---------- | ---------- | ---------- |
| Reggiana            | 1 lipca 1995     | 30 czerwca 1996  | 45         | 17         | 16         | 12         | 37,78      |
| Parma               | 1 lipca 1996     | 30 czerwca 1998  | 87         | 42         | 27         | 18         | 48,28      |
| Juventus F.C.       | 9 lutego 1999    | 17 czerwca 2001  | 114        | 63         | 33         | 18         | 55,26      |
| Milan               | 6 listopada 2001 | 31 maja 2009     | 420        | 238        | 101        | 81         | 56,67      |
| Chelsea             | 1 lipca 2009     | 22 maja 2011     | 109        | 67         | 20         | 22         | 61,47      |
| Paris Saint-Germain | 30 grudnia 2011  | 25 czerwca 2013  | 77         | 49         | 19         | 9          | 63,64      |
| Real Madryt         | 25 czerwca 2013  | 25 maja 2015     | 119        | 89         | 14         | 16         | 74,79      |
| Bayern Monachium    | 1 lipca 2016     | 28 września 2017 | 60         | 42         | 9          | 9          | 70,00      |
| SSC Napoli          | 23 maja 2018     | 10 grudnia 2019  | 73         | 38         | 19         | 16         | 52,05      |
| Everton             | 21 grudnia 2019  | 1 czerwca 2021   | 67         | 31         | 14         | 22         | 46,27      |
| Real Madryt         | 1 czerwca 2021   | Obecnie          | 172        | 120        | 29         | 23         | 69,77      |
| Łącznie             | Łącznie          | Łącznie          | 1343       | 796        | 301        | 246        | 59,27      |

## Osiągnięcia

### Zawodnik
AS Roma
- Mistrzostwo Włoch: 1982/1983
- Puchar Włoch: 1979/1980, 1980/1981, 1983/1984, 1985/1986

AC Milan
- Mistrzostwo Włoch: 1987/1988, 1991/1992
- Superpuchar Włoch: 1988
- Puchar Europy: 1988/1989, 1989/1990
- Superpuchar Europy UEFA: 1990
- Puchar Interkontynentalny: 1989

### Trener
Juventus
- Puchar Intertoto UEFA: 1999

AC Milan
- Mistrzostwo Włoch: 2003/2004
- Puchar Włoch: 2002/2003
- Superpuchar Włoch: 2004
- Liga Mistrzów: 2002/2003, 2006/2007
- Superpuchar Europy: 2003, 2007
- Klubowe mistrzostwo świata: 2007
- Finał Ligi Mistrzów: 2004/2005

Chelsea FC
- Mistrzostwo Anglii: 2009/2010
- Puchar Anglii: 2009/2010
- Tarcza Wspólnoty: 2009

Paris Saint-Germain
- Mistrzostwo Francji: 2012/2013

Real Madryt
- Mistrzostwo Hiszpanii: 2021/2022, 2023/2024
- Puchar Króla: 2013/2014, 2022/2023
- Superpuchar Hiszpanii: 2021/2022, 2023/2024
- Liga Mistrzów: 2013/2014, 2021/2022, 2023/2024
- Superpuchar Europy: 2014, 2022, 2024
- Klubowe mistrzostwo świata: 2014, 2022

Bayern Monachium
- Mistrzostwo Niemiec: 2016/2017
- Superpuchar Niemiec: 2016, 2017

## Życie prywatne
Przez 25 lat był mężem Luisy Gibellini, z którą ma dwoje dzieci: córkę Katię oraz syna Davide (ur. 1989). Jego drugą żoną jest kanadyjska bizneswoman hiszpańskiego pochodzenia Mariann Barrena, którą poślubił 7 lipca 2014 w Vancouver. Ojciec Carlo, Giuseppe, zmarł 29 września 2010.

## Odznaczenia
- Cavaliere Orderu Zasługi Republiki Włoskiej – 1991[17]
- Ufficiale Orderu Gwiazdy Włoch – 2014[18]